# Derolus abyssinicus
Derolus abyssinicus es una especie de escarabajo longicornio del género Derolus, tribu Cerambycini, subfamilia Cerambycinae. Fue descrita científicamente por Breuning en 1974.

## Descripción
Mide 14-16 milímetros de longitud.

## Distribución
Se distribuye por Etiopía.